# Marisol (telenovela)
Marisol je meksička telenovela, snimljena 1996. godine u Meksiku za televizijsku kuću Televisa. Producent serije je José Ambris. Glavnu žensku ulogu tumači Erika Buenfil, a glavnu mušku ulogu Eduardo Santamarina.
Serija se u Hrvatskoj premijerno prikazivala na HRT-u od 14. siječnja do 4. kolovoza 1997. godine, a reprizirana je na Doma TV od 6. veljače do 16. svibnja 2012. i 28. srpnja do 10. prosinca 2014. godine.

## Opis
Marisol ima težak život. Nosi se s velikim ožiljkom na licu koji je zadobila nakon pada na zrcalo. Njezina majka Sofia je na umoru i Marisol je prisiljena prodavati umjetno cvijeće kako bi zaradila nešto i uzdržavala majku i sebe. Marisolin podli dečko Mario samo čeka priliku da je iskoristi. Teško bolesna i opterećena velikom tajnom, Sofia je odlučna prije smrti priznati svojoj kćeri, koja će ostati sama bez ikoga, istinu koja bi joj mogla pomoći. Nažalost, Sofia umire i činjenica da je Marisol unuka imućnog don Alonsa Garces del Valle ostaje skrivena. Utjecajni don već ima unuka, zgodnog i priznatog slikara Josea Andresa, a situacija se dodatno zakomplicira kada se Marisol i Jose Andres, iako zaručen s Rossanom, zaljube. Oboje žive u pogrešnom uvjerenju o svojem pravom podrijetlu. Marisol se mora boriti i s mržnjom Amparo koja jedina zna da je djevojka zakonita nasljednica obitelji Garces del Valle.

## Uloge
- Erika Buenfil - Marisol Garcés del Valle / Verónica
- Eduardo Santamarina - José Andrés Garcés del Valle
- Claudia Islas - Amparo Garcés del Valle †
- Enrique Álvarez Félix † - Leonardo Garcés del Valle †
- Aarón Hernán - Don Alonso Garcés del Valle †
- Emma Laura - Rosana Valverde †
- David Ostrosky - Mariano Ruiz †
- Pilar Montenegro - Sulema Chávez
- Sergio Basañez - Mario Suárez Maldonado
- Alejandro Ibarra - Francisco "Paco" Suárez Maldonado
- Socorro Bonilla - Doña Rosita Maldonado Suárez
- Romina Castro - Mimí Candela de Suárez
- Germán Robles - Basilio González †
- Verónica Langer - Carmen López de Pedroza
- Paulina Lazareno - Alejandra Pedroza López
- Julia Marichal - Dolores
- Alberto Mayagoitía - Rubén Linares
- Ivette - Camila Linares
- José María Torre - Daniel "Danny" Linares
- Guillermo Murray - Dr. Álvaro Linares
- Ana María Aguirre - Rebeca
- Alejandra Procuna - Malú
- Amparo Garrido - Constanza
- Blanca Torres - Blanca
- Laura Flores - Sandra Luján
- Christian Ruiz - José María Garcés del Valle "Chema"
- Renée Varsi - Vanessa Garcés del Valle †
- Raymundo Capetillo - Diego Montalvo †
- Maricarmen Vela - Doña Andrea Vda. de Montalvo
- Guillermo García Cantú - Raúl Montemar
- Teresa Tuccio - Sabrina Montemar
- Jair de Rubín - Daniel Martínez "El Chupacabras"
- Anastasia Acosta - Yolanda "Yoli"
- Alejandra Meyer - Lorenza
- Guillermo Rivas - Don Tomás
- Lucía Guilmáin - Romualda Martínez
- Cocó Ortiz - Raymunda Martínez
- Yadira Santana - Mariana
- Laura Forastieri - Wilma
- Irma Lozano - Sofía Ledesma †
- Alberto Inzúa - Alfredo Ledesma †
- Chao - Óscar
- Oscar Márquez - Leonel Villanueva
- Grelda Cobo - Angélica
- Antonio De Carlo - Rosendo
- Serrana - Teresa
- Nikky - Jesús
- Guadalupe Bolaños - Dorina Capucci
- Marcos Valdés - Dr. Salvador Saldívar
- Francisco Xavier - Alberto Montiel
- Alma Rosa Añorve - Déborah de Valverde
- Teo Tapia - Rodolfo Valverde
- Montalvo "El Pirata de la Salsa" - Lalo Novio
- Carolina Guerrero - Lola Novia
- Rodolfo Arias - Nicolás Mijares
- Michaelle Mayer - Rosario "Chayito"
- Nora Velázquez - Petra
- Luhana - Chole
- Verónika con K. - Zalmudia
- Lilian Tapia - Gelatina
- Sherlyn - Sofía Garcés del Valle "Piojito"
- Antonio Escobar - Larry García
- Raúl Askenazi - Teniente Romero
- Rafael Perrin - Detective Aguilar
- Miguel Ángel Fuentes - Pulga
- Miguel Garza - Piojo
- Raúl Valerio - Dr. Heredia
- Víctor Lozada - Toto
- Abigail Martínez - Genoveva
- Jorge Santos - Dr. Samuel Reyna
- Nando Estevané - Silvano Suárez
- Brenda Zachas - Acasia
- Alfredo Rosas - Cástulo
- Marco Antonio Calvillo - Omar
- Flor Payan - Esmeralda "Melita"
- Nieves Mogas - Herlinda
- Soraya - Guadalupe
- María Prado - Chancla †
- Fernando Lozano - Sebastián
- Adriana Chapela - Clara
- Judith Grace - Carola
- Emmanuel Ortiz - Claudio
- Nancy Curiel - Carmín
- Jesús Ochoa - Don Fortunato
- Maunel Ávila Córdoba - Dr. Santos
- Manuel Benítez - Sr. Morales
- José Luis Avendaño - Serafín
- Alicia del Lago - Cleotilde
- Abril Campillo - Teófila Vda. de Gamboa
- Héctor Fuentes León - Julián
- Jamye Post - Heidi
- Bernhard Seifert - Hans
- Alberto Seeman - Dr. Silva
- Fernando Sarfati - Lic. Cabrera
- Ofelia Guilmáin - Zamira
- Gabriela Salomón - Domitila
- Miguel Serros - Ballesteros
- Alejandro Ávila - Castello
- Mario Suárez - Quijano
- Ángeles Balvanera - Lola
- Silvia Ramírez - Sonia
- Arturo Peniche - Juan Vicente Morelos

## Vanjske poveznice
- Marisol u internetskoj bazi filmova IMDb-a